# I Am Slave
I Am Slave (Brasil: Sou Escrava / Portugal: Eu, Escrava) é um filme produzido para televisão em 2010 pelo canal britânico Channel 4 que conta a história da vida de uma mulher e sua luta pela libertação da escravidão moderna. Ele estreou no Channel 4 em 30 de Agosto de 2010. O filme se baseia principalmente em uma obra autobiográfica intitulada 'Slave - A Question of Freedom' de Mende Nazer, uma autora sudanesa que vive no Reino Unido, ativista de direitos humanos e que foi escrava durante 8 anos no Sudão e em Londres.

## Elenco
- Wunmi Mosaku
- Isaach De Bankolé
- Lubna Azabal
- Yigal Naor
- Hiam Abbass
- Nonso Anozie
- Nyokabi Gethaiga
- Nasser Memarzia
- Selva Rasalingam
- Amaar Sardharwalla
- Jameel Sardharwalla